# Dhulian
Dhulian är en stad i den indiska delstaten Västbengalen, och tillhör distriktet Murshidabad. Folkmängden uppgick till 95 706 invånare vid folkräkningen 2011, med förorter 239 019 invånare.